# Fiat Panda (2012)
La terza generazione della Fiat Panda, un'autovettura superutilitaria della casa automobilistica italiana FIAT, è prodotta a partire dal novembre 2011 e commercializzata a partire da febbraio 2012. La vettura è erede diretta della seconda generazione, prodotta a partire dal 2003 che a sua volta aveva sostituito lo storico modello del 1980. Con questo progetto la piccola utilitaria torna a essere prodotta in Italia. La sigla interna di prodotto è Fiat 319.

## Presentazione
Il modello viene presentato al pubblico durante il Salone dell'automobile di Francoforte nel settembre 2011, tale presentazione viene anticipata con un'anteprima fotografica sul web nel mese di agosto, succeduto da un comunicato stampa della Fiat SpA in relazione all'imminente presentazione al salone.

## Caratteristiche
La vettura, seppur completamente nuova rispetto al modello precedente, si basa sulla stessa piattaforma di quest'ultimo, ovvero la piattaforma "Mini" modificata nel tempo e aggiornata per adattarsi ai recenti standard di sicurezza. Il telaio è condiviso con altri modelli del gruppo come la Fiat 500 del 2007 e Lancia Ypsilon del 2011. Rispetto al modello del 2003 la vettura è più grande di qualche centimetro, per aumentare la sicurezza passiva del telaio e l'abitabilità. Il passo è stato incrementato di 0,5 cm.

### Concetto
I concetti su cui si basa la nuova Fiat Panda non si discostano molto da quelli delle versioni precedenti e la mission di prodotto rimane invariata, visto che si è rivelata essere vincente nelle sue antenate. La vettura è quindi un prodotto razionale, volto a dare priorità al comfort, abitabilità, versatilità e soprattutto praticità.
La vettura è stata concepita come unione dei due modelli che l'hanno preceduta, riprende alcuni elementi distintivi del modello degli anni ottanta e li fonde con quelli del modello del 2003 (al quale rimane molto legata) che per motivi tecnici o di mercato aveva perso in favore di soluzioni diverse. Una di queste soluzioni è per esempio l'aver ricavato uno spazio a giorno sul cruscotto che include un tascone svuota-tutto caratteristico del primo modello, che nel secondo è venuto meno a causa degli ingombri dati dalla presenza dell'airbag passeggero. Concetto che invece risulta nuovo rispetto alle progenitrici è quello riferito alla cura estetica. La nuova Panda, pur mantenendo la propria filosofia di auto votata alla praticità, è meno spartana e più curata in dettagli prettamente estetici.

### Il gruppo di sviluppo
Il progetto nasce dallo stesso team di designer che si è occupato anche del progetto della Fiat 500. Tale team, composto da circa una trentina di persone coinvolte nello sviluppo degli esterni e degli interni della vettura, è stato diretto da Roberto Giolito, responsabile del centro stile per i marchi FIAT e Abarth.

### Estetica: losquircle

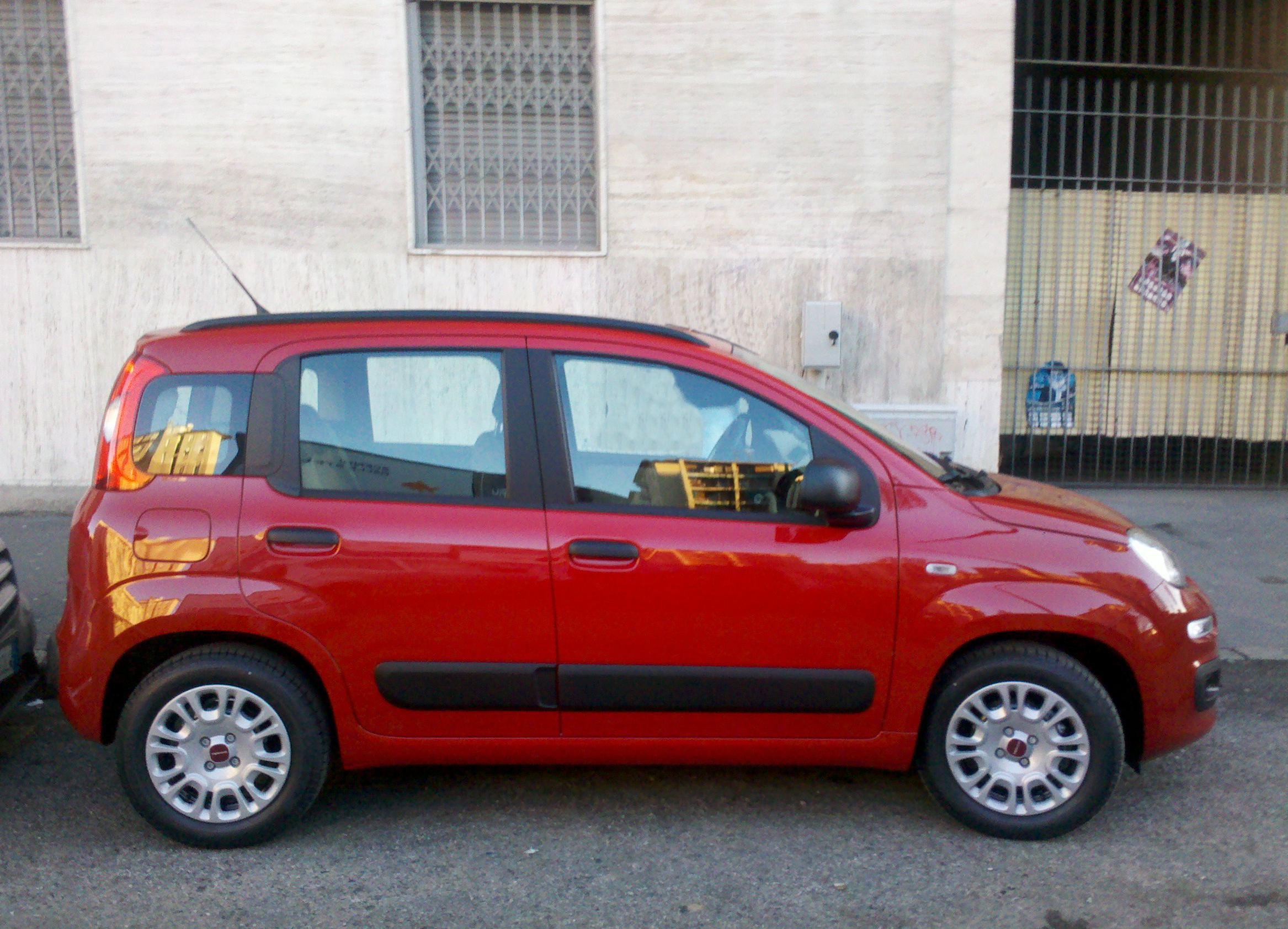
Profilo della vettura

Seguendo il concept di progetto dal quale è nata, sul piano estetico (stile, scelta dei volumi ed ergonomia) la vettura rimane fedele al modello che la precede ma amplia le sue caratteristiche dirigendosi verso un'immagine più contemporanea. Viene adottato come elemento caratterizzante il concetto stilistico dello squircle: una particolare forma geometrica, risultato della fusione tra quadrato e cerchio, che simboleggia la sintesi tra l'efficienza e la robustezza del primo con la gradevolezza e la flessibilità del secondo, dando così vita a un elemento regolare e maneggevole, ma al contempo divertente e giocoso. La Panda non richiama solamente la filosofia delle generazioni precedenti del modello, ma rispecchia anche lo stile introdotto dalla 500 del 2007 omogeneizzandosi, ma senza sovrapporsi a essa e mantenendo una propria e precisa personalità.

#### Esterni

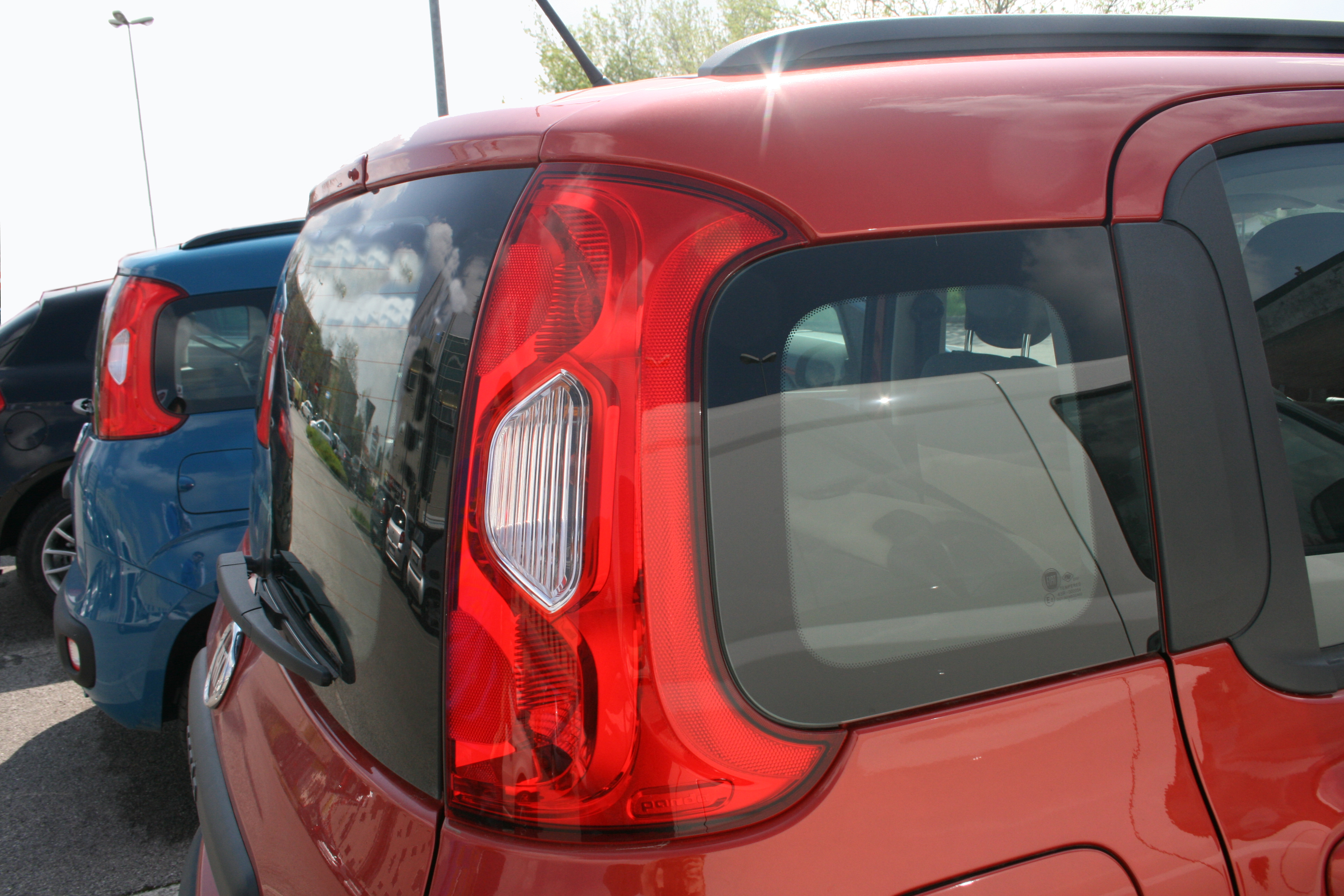
Particolare del raccordo tra il terzo finestrino laterale e i gruppi ottici

Le linee della carrozzeria sono più morbide e meno spigolose, con superfici bombate e tagli meno netti. La vettura infatti, pur essendo più grande del modello precedente, risulta più compatta e mantiene la medesima proporzione nei volumi. Nonostante ciò, sul piano stilistico, esternamente la vettura non è stata stravolta ma anzi si rifà in molti aspetti al modello del 2003, disegnato da Giuliano Biasio per Bertone. La fiancata infatti, pur essendo molto simile a quella della coeva Fiat Uno (nata nel 2010 per il mercato brasiliano), ha mantenuto il caratteristico terzo finestrino laterale (in gergo tecnico conosciuto come "terza luce"), introdotto proprio nella seconda generazione e che anche in questo caso raccorda l'abitacolo con il lunotto, andando a inglobarsi nei gruppi ottici posteriori e creando quindi una sorta di continuità tra fiancata e posteriore. Le luci di posizione vengono invece separate dal gruppo ottico principale e ricavate nel paraurti anteriore, analogamente a quanto fatto nella Punto Evo. La vettura presenta elementi in contrasto sulla fiancata, come i fascioni paracolpi laterali, i quali vengono ripresi anche nel paraurti posteriore e dalle cornici dei fari fendinebbia anteriori. Permangono le caratteristiche da piccola SUV e in questo nuovo modello i passaruota sono molto marcati e sporgenti, accentuando l'idea di robustezza del veicolo.
Roberto Giolito, responsabile del Centro Stile Fiat nel periodo di realizzazione della vettura, ha sottolineato che il frontale è stato disegnato riprendendo quello del modello precedente con influenze stilistiche della 500 e ha precisato che l'influenza determinante è data dalle norme di sicurezza a favore dei pedoni in caso di urto con questi ultimi. Giolito ha inoltre sottolineato che quel che può sembrare un elemento puramente estetico derivato sempre dalla 500, vale a dire il cosiddetto baffo ai lati del logo Fiat (simbolo caratterizzante della piccola superutilitaria e ripreso anche dalla Punto Evo), è in realtà un elemento necessario a separare paraurti e cofano motore e a racchiudere il logo della casa.

#### Interni
(Roberto Giolito)

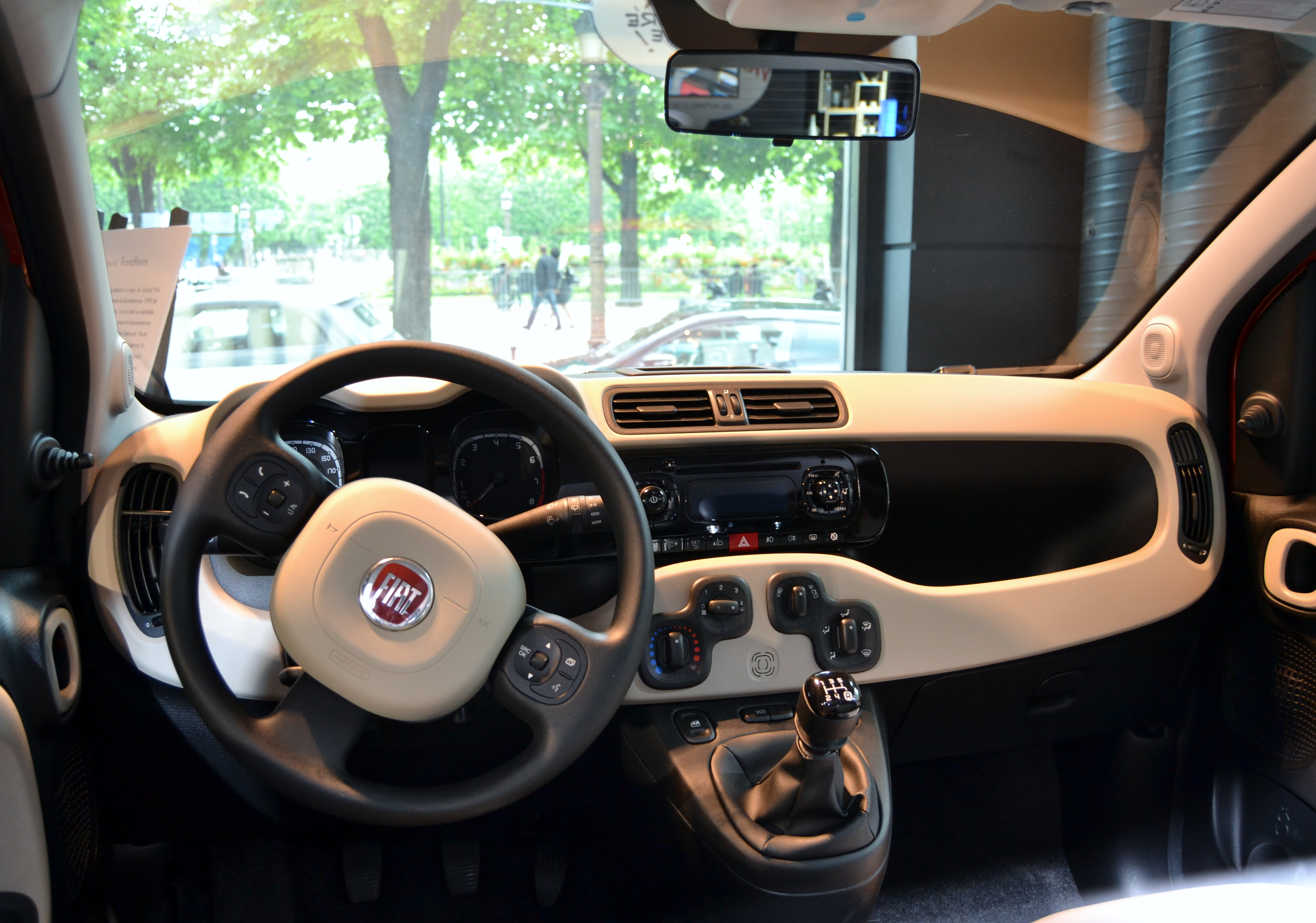
L'abitacolo, dov'è predominante il concetto stilistico dello squircle.

Internamente l'auto, stilisticamente parlando, prende marcate distanze rispetto alle sue predecessore e si orienta più verso lo stile della 500. In tutto l'abitacolo si ripetono vari squircle: la figura geometrica si ritrova infatti ovunque, sulla plancia, sui comandi, sul volante e sulla strumentazione. La plancia stessa è caratterizzata da una grande fascia rettangolare che percorre tutto il perimetro di essa, contenendo i comandi del clima e avvolgendo la console radio. In questa fascia è stato inserito anche l'airbag, lasciando quindi sul lato del passeggero un grande spazio vuoto portaoggetti, come nel primo modello disegnato da Giugiaro nel 1980; questa soluzione era ormai scomparsa nelle auto moderne. Vengono introdotte anche le quadrotte, ovvero dei particolari quadratini in rilievo (anch'essi derivati dallo squircle) che sono stati applicati in maniera elettrosaldata sugli schienali dei sedili anteriori: questi elementi hanno la funzione di creare una sorta di "intercapedine" tra la schiena del passeggero e il sedile, in modo da fornire una miglior aerazione della zona e conseguentemente un maggiore comfort. Dal 2020, in occasione del quarantesimo anniversario del primo, storico modello, a bordo è stato posto uno schermo touch da 7" che supporta CarPlay e Android Auto.

### Meccanica

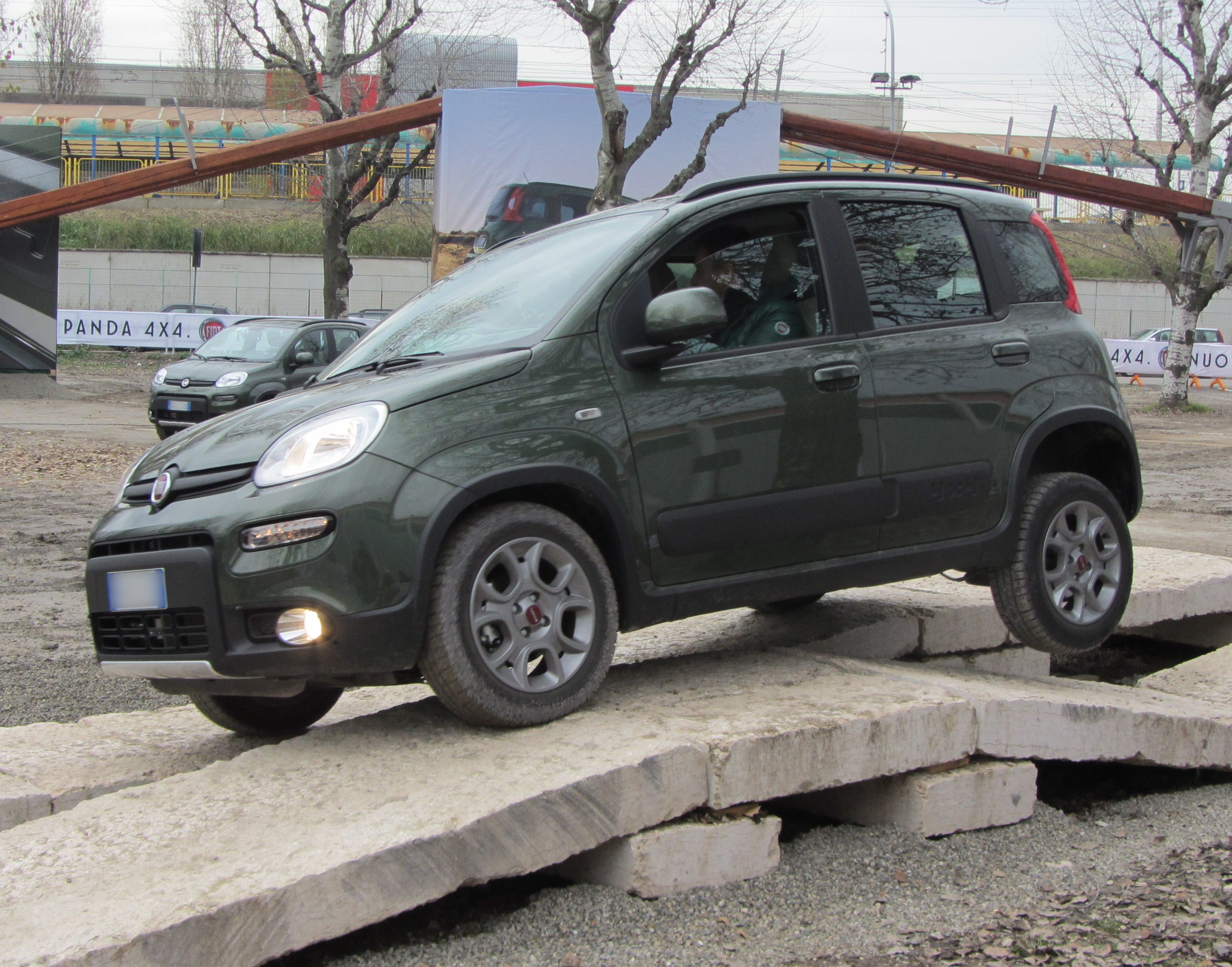
Il modello a trazione integrale impegnato al Motorshow di Bologna 2012, durante un test drive fuoristrada.

La vettura al suo debutto offriva la sola trazione anteriore; dopo un anno viene affiancata da quella integrale. La vettura è offerta sin dal lancio con motori a benzina e Diesel: il due cilindri Twinair da 0.9 litri in versione turbo da 85 CV con sistema start e stop, il 1.2 FIRE 8 valvole da 69 CV (quest'ultimo con nuovi rapporti più lunghi del cambio per privilegiare consumi ed emissioni, nonché con il variatore di fase) e in seguito un 1.3 litri Multijet II 16 valvole da 95 CV con sistema start e stop (che ha sostituito il 75 CV).
La Panda viene anche commercializzata con motorizzazioni bifuel: a tale alimentazione vengono adattati il Twinair 0.9 Turbo Natural Power da 80 CV (benzina e metano) e il 1.2 EasyPower da 69 CV (benzina e GPL). Tali propulsori sono equipaggiati dal Gear Shift Indicator (GSI), ovvero l'indicatore di cambio marcia durante la guida al fine di ridurre al minimo i consumi.. Dalla fine del 2015 viene fatta una nuova omologazione di tutti i motori secondo la normativa Euro 6, mentre il diesel 1.3 Multijet da 75 CV viene sostituito dall'unità Euro 6 potenziata 95 cavalli, già disponibile su Fiat 500 e Lancia Ypsilon con le quali la Panda condivide la meccanica di base.
A febbraio 2020 viene lanciata la versione Hybrid, con un sistema mild hybrid composto dal motore 1 litro a 3 cilindri da 70 CV (51 kW), dal motore elettrico Belt Integrated Starter Generator (BSG) da 12 volt e da una batteria al litio.

### Sicurezza
La Panda di terza generazione, testata nel 2012, ha totalizzato quattro stelle su cinque alle prove d'impatto Euro NCAP, valutazione datagli per l'assenza dell'ESP di serie anche nella versione d'accesso, condizione fondamentale secondo l'ultima versione del regolamento dell'ente per ricevere le 5 stelle.
Nel dicembre 2018 è stata nuovamente sottoposta a una prova d'impatto, secondo nuovi criteri, e, non avendo subito sostanziali modifiche, ha totalizzando il minimo risultato, 0 stelle, a riprova di quanto siano cambiati i requisiti in questo breve periodo.
Sul profilo della sicurezza la Panda è stata, insieme alla 500L, la prima vettura in gamma FIAT ad adottare il City Brake Control, un sistema di frenata automatica che si attiva a velocità inferiore o uguale a 30 km/h, e che ha fatto ricevere alle due auto il premio speciale per la sicurezza Euro NCAP Advanced 2013.

## Panda 4x4 e Panda Natural Power

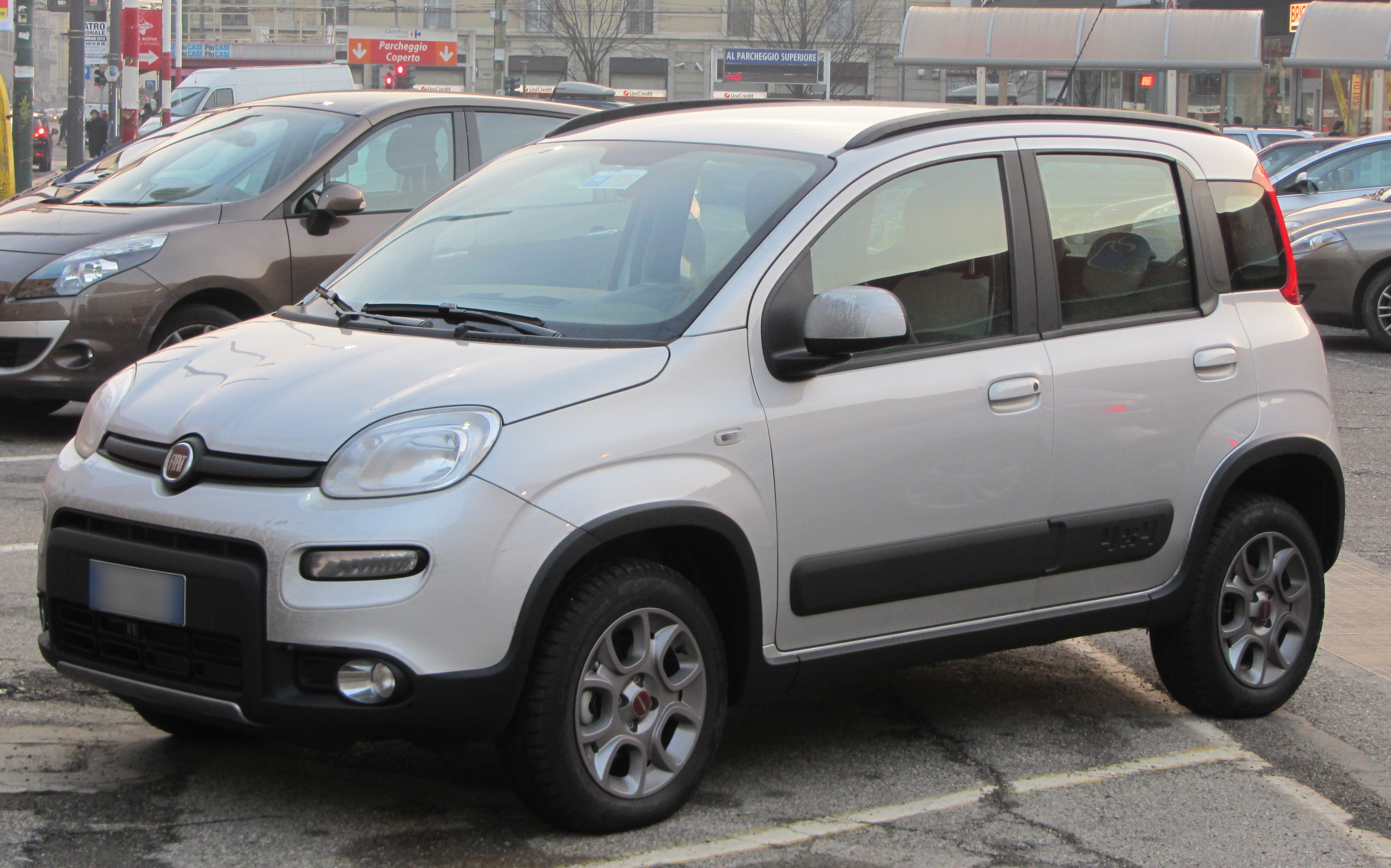
Una Panda 4x4, riconoscibile per l'altezza maggiorata da terra

Come per la predecessore, anche dalla Panda del 2012 vengono derivate due versioni molto importanti nella gamma della piccola superutilitaria italiana: la 4x4 e la Natural Power. Se la versione a trazione integrale è diventata ormai un'icona (sin dal 1983) nota ai più almeno tanto quanto la vettura stessa, la versione a gas naturale compresso è di più recente concezione ma ha segnato una fetta determinante delle vendite della seconda generazione dal 2007 sin al 2012, facendo della Panda, seguita dalla Multipla e dalla Punto Classic, la portabandiera del gruppo Fiat in questo tipo di alimentazione. Come il precedente modello, la versione a metano è realizzata sulla base della Panda 4x4: il blocco della trazione integrale, infatti, nel modello a metano è stato rimosso e lo spazio risultante è stato sfruttato per l'alloggiamento delle bombole. Tuttavia, rispetto al modello che la precede, dove si trattava di un semplice adattamento, nel nuovo modello la progettazione del pianale è stata fatta tenendo conto anche di una futura versione a doppia alimentazione e non solo della trazione integrale.
Esteticamente, la versione 4x4 si differenzia dalla Panda tradizionale per la presenza di rivestimenti rinforzati sui punti più esposti della carrozzeria, in modo tale che questi si danneggino meno in situazioni non ordinarie; a differenza della versione Trekking (esteticamente molto simile) la Panda 4x4 non è un semplice allestimento della versione base ma una vettura sensibilmente riprogettata a livello meccanico con vere doti da fuoristrada e controlli elettronici dedicati. La vettura è maggiormente alzata dal suolo e sono state riviste tutte le registrazioni della meccanica (sterzo, cambio, sospensioni, freni); il cambio a sei marce, per esempio, è dotato di una prima marcia cortissima, che fa da primina. La trazione integrale è permanente ed è gestita dall'elettronica tramite un sistema denominato ELD (Electronic Locking Differential) abbinato al controllo elettronico della stabilità che simula il funzionamento di un differenziale autobloccante: così, a discrezione del guidatore, la vettura può sia viaggiare costantemente su quattro ruote motrici oppure la motricità può essere affidata all'elettronica per un risparmio dei consumi. La Panda 4x4 è stata premiata con il titolo di "SUV dell'anno 2012" dai giornalisti inglesi di Top Gear. La 4x4 ha introdotto anche nuove sospensioni posteriori ad assale torcente con ruote interconnesse, un sistema più economico da produrre rispetto alla vecchia 4x4 a bracci tiranti e al tempo stesso anche più leggero. Ci sono poi altre due versioni della Panda 4x4: la 4x4 K-Way e la 4x4 Antartica. Esse non differiscono eccessivamente dalla Panda 4x4 normale, tranne i colori degli specchi retrovisori e qualche accessorio all'interno. Le motorizzazioni rimangono invariate.

## Panda Cross

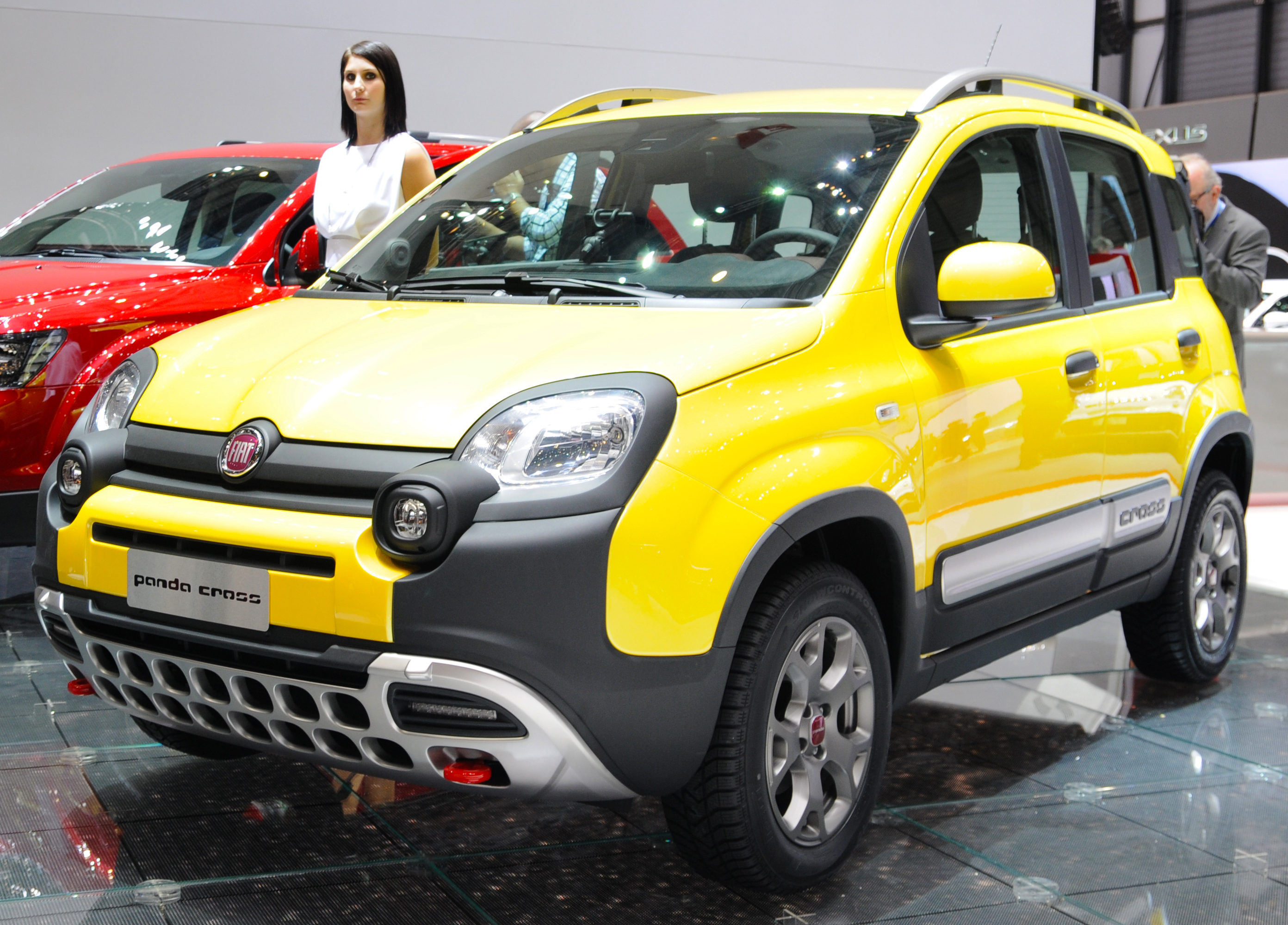
La Panda Cross, caratterizzata esteticamente dall'aggressivo frontale e dalle vistose protezioni esterne.

Nel febbraio 2014, con un'anteprima web, viene annunciata la versione Cross della Panda. Presentata al salone dell'automobile di Ginevra nel marzo 2014, consiste in una variante della Panda 4x4 avente nuove motorizzazioni, estetica dedicata e soluzioni di carrozzeria inedite (angoli d'attacco e di uscita maggiori rispettivamente di 24° e 34° e un angolo di dosso pari a 21°) ed è dotata di nuove tecnologie elettroniche e sospensive.

### Estetica
La carrozzeria è stata dotata di protezioni antiurto e sono stati rivisitati gli interni. Il risultato finale dal punto di vista estetico ha appesantito e irrobustito notevolmente la linea della piccola citycar, andando a perde un po' la pulizia della versione Cross del precedente modello ma mantenendo alcuni tratti stilistici e la filosofia di voler risultare più aggressiva. Si nota una certa influenza da parte della filiale brasiliana della Casa torinese, che nei modelli "cross" tende ad aggiungere inserti elaborati in antracite: questa filosofia si è ormai estesa globalmente nei modelli "cross" di Fiat, come la nuova Fiat Avventura proposta al Salone di Delhi nel 2014, ovvero una versione pesantemente elaborata della Fiat Punto, che condivide molte idee estetiche con la nuova Panda Cross. In particolarmodo sul piano estetico, questa versione della Panda perde il caratteristico sistema d'illuminazione anteriore disposto su tre livelli, per adottare quello inaugurato dalla Cross della precedente generazione: il faro principale è stato inglobato nella protezione aggiuntiva del paraurti e in esso è incastonato il fendinebbia. Viene a perdersi la geometria tonda della precedente versione per adottare l'ormai caratteristico supercerchio. Il paraurti frontale cromato presenta due file di fori di dimensioni generose con ganci di traino su entrambi i lati e una fila di LED per le luci diurne.

### Motorizzazioni

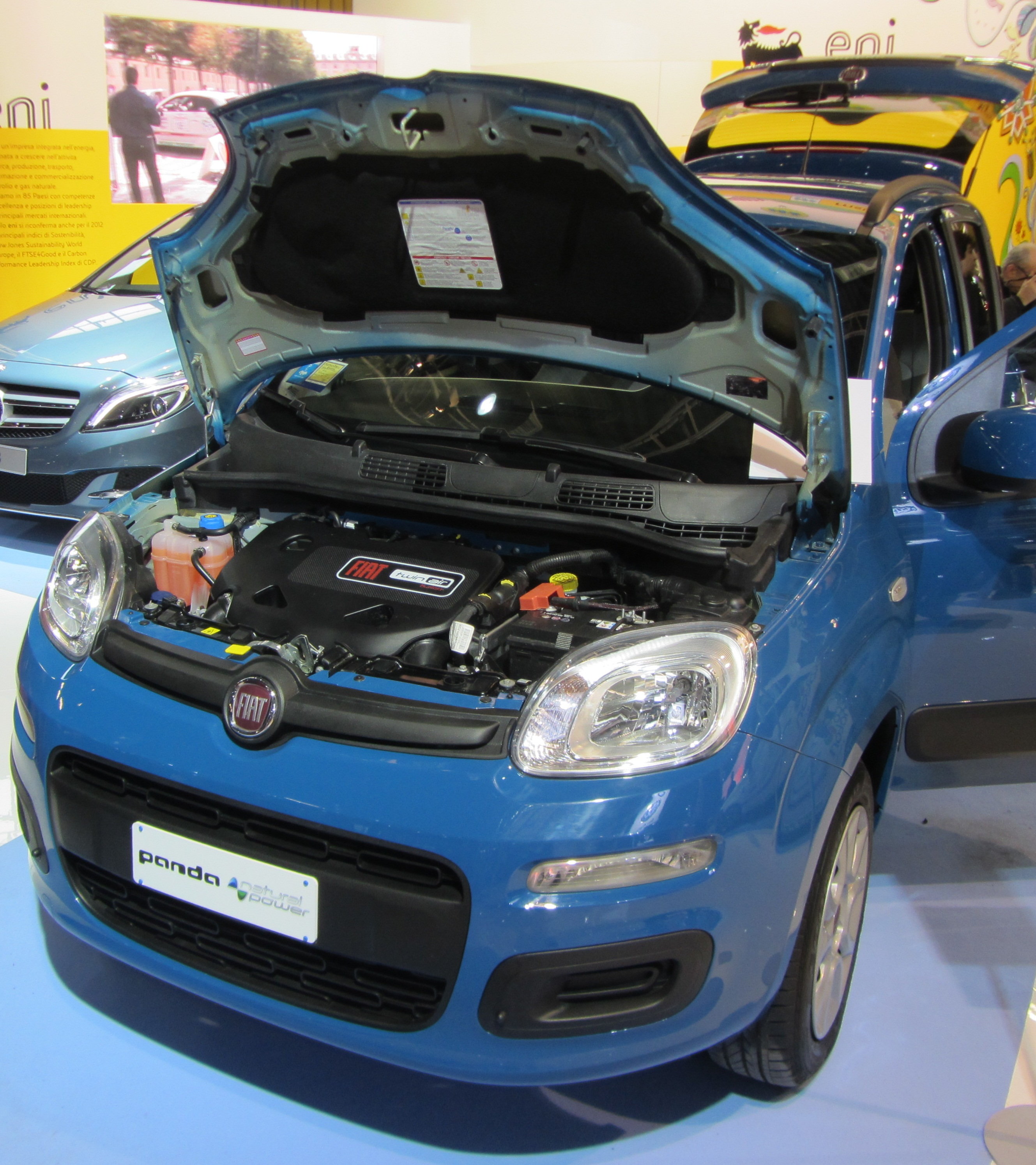
Il modello Natural Power con doppia alimentazione benzina/metano ed equipaggiato con il bicilindro SGE TwinAir Turbo 0.9 da 80 CV

Questa versione della Panda presenta un'importante novità che la differenzia sensibilmente dal normale modello 4x4: uno strumento elettronico per la trazione direttamente gestibile dal guidatore. La trazione integrale è quindi qui prevista del dispositivo Torque on demand ed è composta da due differenziali e un giunto elettronico inedito. Il sistema di stabilità è dotato quindi del differenziale bloccabile elettronicamente ELD (Electronic Locking Differential). A livelli pratici (percepiti dall'utilizzatore) il nuovo sistema permette di regolare a proprio piacimento l'assetto e il comportamento della vettura, nonché la sua modalità di trazione, impostando il comando su tre diversi livelli: Auto, Lock e Hill Descent. Il primo sceglie automaticamente se utilizzare la trazione a quattro o due ruote motrici, il secondo mantiene fissa la trazione in modalità 4x4 fino a 50 km/h, inserisce l'Electronic Locking Differential (ELD) e inibisce l'ASR, il terzo aiuta a mantenere costante la velocità nelle discese. La vettura adotta di serie il dispositivo premiato dall'Euro NCAP: "City Brake Control", è la prima vettura ad adottare di serie questo dispositivo (fino ad allora era disponibile solo come optional sulla 500L). La versione Cross è disponibile in due motorizzazioni, entrambe potenziate rispetto alle altre Panda: un 0.9 TwinAir da 90 CV, e un 1.3 MultiJet II da 80 CV. Da fine 2015 i motori vengono omologati Euro 6 e il 1.3 Multijet passa da 80 a 95 cavalli di potenza massima. Nel 2019 la versione a metano del 0.9 TwinAir è stata aggiornata e la potenza massima è passata a 80/70CV rispettivamente a benzina e metano.

## Produzione
La produzione avviene nello stabilimento Giambattista Vico di Pomigliano d'Arco, in Campania, ed è prevista una produzione di 1000 unità al giorno. Lo spostamento nello stabilimento italiano (il precedente modello era prodotto nello stabilimento polacco di Fiat a Tychy) fa parte di un progetto industriale di FIAT volto a raddoppiare la produzione di autoveicoli in Italia; per l'occasione è stata quindi creata la società per azioni Fabbrica Italia Pomigliano. Da gennaio 2013 a dicembre dello stesso anno la Panda è stata prodotta in 148.000 unità.

## Motorizzazioni
Per alcuni mercati esteri il motore benzina 1.2 FIRE viene sostituito dal nuovo motore 1.0 Twinair aspirato a due cilindri erogante 65 cavalli.
| Modello                   | Disponibilità    | Motore                        | Cilindrata (cm³) | Potenza kW (CV)  | Coppia max (N·m/giri al min) | Emissioni CO2 (g/km) | 0–100 km/h (secondi) | Velocità max (km/h) | Consumo medio (km/l) |
| 0.9 Twinair Turbo         | dal 2012         | 2 cilindri, Benzina           | 875              | 63 (85) 57 (78)° | 145/1900 100/2000°           | 99                   | 11,2                 | 177                 | 23,8                 |
| 0.9 Twinair Turbo (Cross) | dal 2014         | 2 cilindri, Benzina           | 875              | 66 (90)          | 145                          | 114                  | 12,0                 | 167                 | 20,4                 |
| 1.2 FIRE                  | dal 2012 al 2020 | 4 cilindri, Benzina           | 1242             | 51 (69)          | 102/3000                     | 119                  | 14,2                 | 164                 | 19,6                 |
| 1.3 Multijet 75           | dal 2012 al 2015 | 4 cilindri, Diesel            | 1248             | 55 (75)          | 190                          | 104                  | 12,8                 | 168                 | 25,6                 |
| 1.3 Multijet 80 (Cross)   | dal 2014 al 2015 | 4 cilindri, Diesel            | 1248             | 59 (80)          | 200/1500                     | 125                  | 14,5                 | 159                 | 21,3                 |
| 1.3 Multijet 95           | dal 2015 al 2018 | 4 cilindri, Diesel            | 1248             | 70 (95)          | 200/1500                     | 94                   | 11,0                 | 182                 | 27,8                 |
| 1.3 Multijet 95 (Cross)   | dal 2015 al 2018 | 4 cilindri, Diesel            | 1248             | 70 (95)          | 200/1500                     | 119                  | 12.7                 | 168                 | 22,2                 |
| 1.2 Easy Power            | dal 2012         | 4 cilindri, benzina/GPL       | 1242             | 51 (69)          | 102/3000                     | 106                  | 14,2                 | 164                 | 15,4                 |
| 0.9 Natural Power         | dal 2012 al 2019 | 2 cilindri, benzina/GNC       | 875              | 59/63 (80/85)    | 140/145                      | 86/107               | 12,8/12,0            | 168/170             | 20,8                 |
| 0.9 Natural Power         | dal 2019         | 2 cilindri, benzina/GNC       | 875              | 51/59 (70/80)    | 135/145                      | 97/125               | 14,1/12,8            | 162/168             | 20,8                 |
| 1.0 FireFly               | dal 2020         | 3 cilindri, benzina/elettrico | 999              | 51 (70)          | 92/3500                      | 89                   | 14,7                 | 155                 | 25,0                 |

° = con tasto "ECO" premuto
Per quanto riguarda il cambio, si ha che:
|               | 1.2 8v da 69 CV, cambio C514 MT | 1.3 Multijet 75 CV, cambio C510 DS MT | 0.9 85 CV Twinair, cambio C514 MT | 0.9 65 CV Twinair, cambio C514 MT |
| ------------- | ------------------------------- | ------------------------------------- | --------------------------------- | --------------------------------- |
| 1             | 4,100                           | 4,273                                 | 4,100                             | 4,100                             |
| 2             | 2,158                           | 2,238                                 | 2,158                             | 2,158                             |
| 3             | 1,480                           | 1,444                                 | 1,345                             | 1,345                             |
| 4             | 1,121                           | 1,029                                 | 0,974                             | 0,974                             |
| 5             | 0,897                           | 0,767                                 | 0,766                             | 0,766                             |
| RM            | 3,818                           | 3,909                                 | 3,818                             | 3,818                             |
| Differenziale | 3,438                           | 3,150                                 | 3,867                             | 4,500                             |

## Versioni speciali

### Pandazzurri
In occasione della qualificazione della Nazionale Italiana di calcio agli Europei 2016, nel maggio di quell'anno è stata commercializzata una versione speciale denominata Pandazzurri, disponibile su tutte le motorizzazioni. Le differenze più evidenti rispetto alla Panda standard consistono prima di tutto nelle colorazioni disponibili (solo tre, ovvero Bianco Gelato, Rosso Amore e Azzurro Libertà), per la presenza del logo FIGC su entrambi i parafanghi anteriori, per le calotte coprimozzo (di colore azzurro se la carrozzeria è Bianco Gelato o Azzurro Libertà o di colore rosso se la carrozzeria è, appunto, Rosso Amore), per la presenza degli sticker sugli specchietti retrovisori a contrasto con la carrozzeria (quindi azzurri per la tinta Bianco Gelato o bianchi per le tinte Rosso Amore e Azzurro Libertà). Infine, solo nella colorazione Bianco Gelato, è presente una fascia tricolore che percorre longitudinalmente tutta la vettura. Gli interni, invece, presentano le cinture di sicurezza tricolore e i ricami con la trama della rete di una porta da calcio sugli schienali dei sedili anteriori; inoltre, vi è la presenza di cuciture bianche e azzurre solo sui sedili anteriori e tappetini in PVC con ricamato il logo Pandazzurri. Tale versione è stata prodotta fino al dicembre 2017.

### Panda Trussardi
In collaborazione con la famosa casa di moda Trussardi, nel settembre 2019 ha fatto il suo debutto sul mercato la Panda Trussardi, disponibile solo in abbinamento al 1.2 FIRE da 69 CV (fino a marzo 2021), al 0.9 TwinAir 85 CV (solo a benzina, fino a giugno 2021) e il 1.0 FireFly 69 CV (da gennaio a dicembre 2020). Era disponibile in quattro colorazioni: Caffè Italiano (metallizzata od opaca), Bianco Gelato, Grigio Maestro e Nero Cinema. Basata sulla Panda Cross, si distingue da essa per alcuni dettagli estetici come la decalcomania del "levriero" Trussardi sul terzo finestrino laterale a sinistra e sulle calotte coprimozzo, il logotipo "Trussardi" su entrambi i paracolpi laterali di color nero lucido (tinta utilizzata anche sugli specchietti retrovisori, per le barre sul tetto e anche per la piastra paramotore posta sotto la vettura) e per le maniglie in tinta con la carrozzeria. Internamente, invece, è distinguibile per la plancia in tinta Caffè Italiano, per il "levriero" Trussardi presente sugli schienali dei sedili anteriori e posteriori con cuciture marroni e anche sul volante in luogo dello stemma FIAT; inoltre, è presente il logotipo Trussardi sia sulle cinture di sicurezza sia sui tappetini. Il volante, realizzato in pelle, reca cuciture marroni ed è rifinito in nero lucido; le medesime cuciture sono visibili anche sulla cuffia del cambio. Un esemplare di Panda Trussardi compare nel video musicale Torn della cantante Ava Max, brano utilizzato anche nello spot pubblicitario della Fiat.

### Panda Monster Truck
Per il lancio della versione 4x4, nel dicembre del 2012 la Fiat ha realizzato a scopo pubblicitario uno speciale prototipo marciante, derivato dalla Panda di serie e denominato Monster Truck. Tale vettura, realizzata in due settimane, è stata creata dalla Fiat in collaborazione con la Mercurio Cinematografica, lo scenografo Andrea Faini e L'Officina di Fabio Gementi. Per la sua realizzazione, una Panda 4x4 è stata posta su un pianale Jeep CJ7 4200, a cui sono state aggiunte ruote da trattore agricolo con gomme "High Speed" del diametro di 150 centimetri e larghe 50 cm, montate tramite delle flange in ferro pieno tornite appositamente. La vettura è alta 390 cm, lunga 380 cm e larga 250 cm.

### Pandina

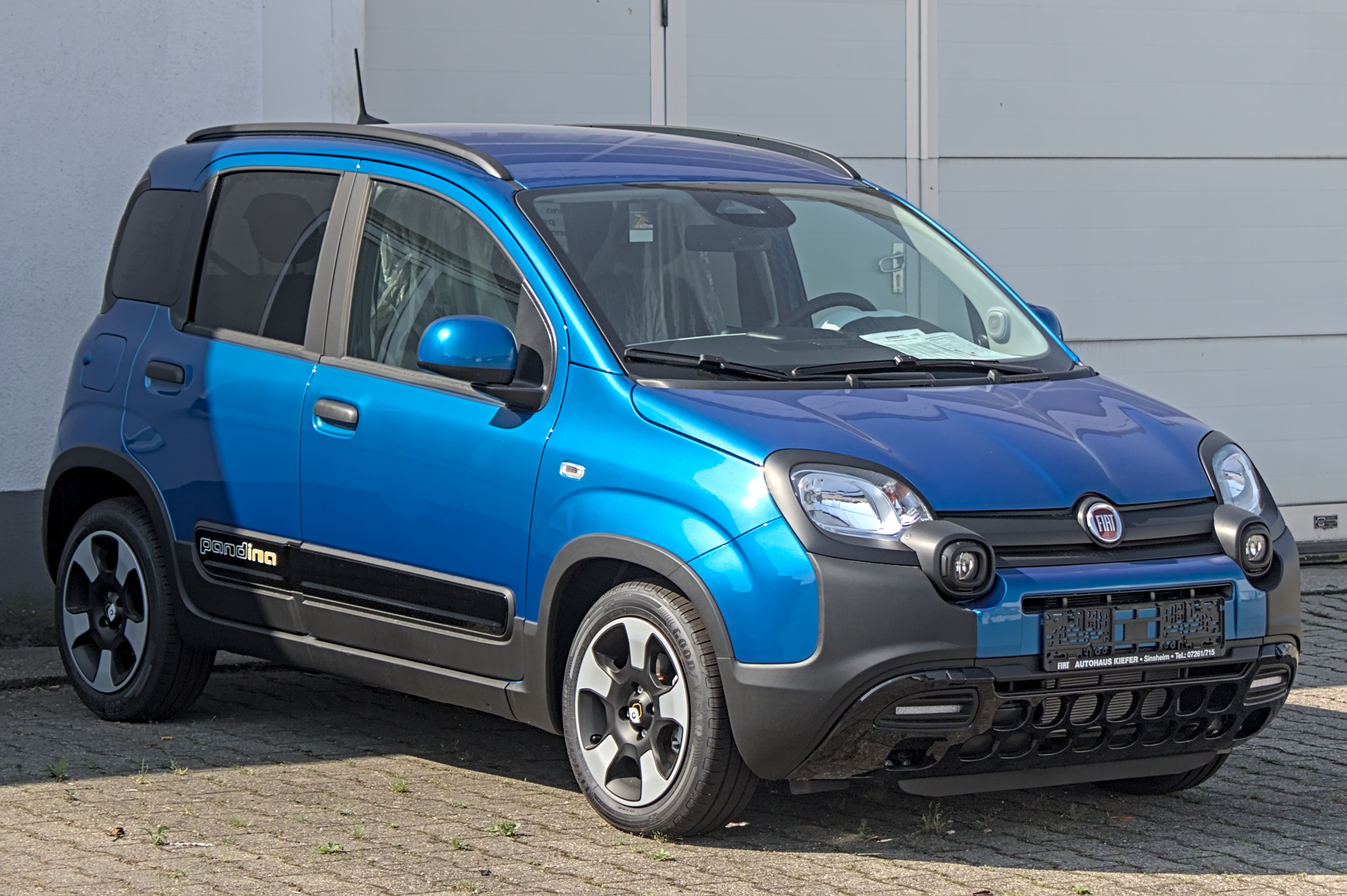
Fiat Pandina

Il 29 febbraio 2024, in occasione del 44º anniversario dal lancio della prima generazione del modello, viene presentata la versione speciale Fiat Pandina, con vari piccoli aggiornamenti; tra i più evidenti, il musetto di un panda sul coprimozzo, le calotte degli specchietti retrovisori gialli, la scritta Pandina sulle modanature laterali e la serigrafia del nome sul finestrino posteriore. Non mancano dei cambiamenti anche a bordo con la plancia che è caratterizzata dalla verniciatura bianca della fascia centrale e due nuovi sistemi di infotainment con touch screen da 7 pollici sia al centro che davanti al guidatore. Inoltre, per le normative europee Euro 7, la vettura si aggiorna anche in termini di sicurezza essendo dotata del mantenimento della corsia di marcia e il riconoscimento della segnaletica stradale, frenata assistita, abbaglianti automatici e due nuovi airbag. La maggior parte delle funzioni vengono gestite da una telecamera posta sul retro dello specchietto retrovisore.